# Erik I van Denemarken
Erik I (Slangerup, ca. 1070 - Paphos (Cyprus), 10 juli 1103), bijgenaamd Erik Ejegod ("Erik Immergoed"), was koning van Denemarken van 1095 tot 1103.
Erik was een zoon van koning Sven II van Denemarken.
Hij werd geboren in Slangerup, in het noorden van Seeland. Hij was een trouwe aanhanger van zijn halfbroer koning Knoet IV van Denemarken. Hij was in het gevolg van Knoet IV toen deze koning bij Odense door rebellen onder Olaf I van Denemarken werd verslagen (1086). Toen Knoet naar Odense ging om daar de mis bij te wonen, bleef Erik op het landgoed van Knoet. Knoet werd met zijn gevolg vermoord in de kerk die later naar hem werd genoemd. Toen Erik dit nieuws hoorde, overtuigde hij de rebellen om hem het landgoed te laten verlaten. Hij vluchtte eerst naar Seeland (eiland) en daarvandaan naar Skåne (toen ook Deens).
De regering van Olaf werd geteisterd door misoogsten en hongersnoden. In 1095 werd hij gedood of liet hij zich doden, in een semi-heidens ritueel om een einde te maken aan de misoogsten. Zijn graf is onbekend, het verhaal gaat dat delen van zijn lichaam over heel Denemarken zijn verspreid.
Erik werd gekozen als opvolger van Olaf. Hij had het geluk dat er geen misoogsten meer waren, wat door de bevolking werd gezien als een bewijs van de rechtmatigheid van zijn bestuur. Volgens Saxo Grammaticus was Erik een charismatische koning. Hij was een goede spreker en mensen kwamen van ver om hem te horen. Na een landdag trok hij altijd de omgeving in om boeren en dorpelingen in hun eigen huizen te bezoeken. Hij was een grote, sterke man en vier mannen zouden hem niet van zijn plaats hebben kunnen krijgen. Erik was ook een vrolijke en luidruchtige man die van feesten en vrouwen hield. Hij ging diplomatiek om met de edelen en de grootgrondbezitters maar vervolgde piraten en rovers.
In Rome lukte het hem om Knoet heilig te laten verklaren. Ook kreeg hij een eigen aartsbisdom voor Denemarken (tegenwoordig het aartsbisdom van Lund, zodat het land niet meer onder het aartsbisdom Bremen viel. Het aartsbisdom werd in 1104 ingesteld.
Erik zou tijdens een dronkenmansfeest vier van zijn eigen mannen hebben gedood. Uit wroeging besloot hij om, samen met zijn vrouw Boedil, een pelgrimstocht naar Jeruzalem te maken. Hij wees zijn zoon Harald Kesja en bisschop Asser van Lund aan als regenten tijdens zijn afwezigheid. Erik en Boedil trokken met een groot gevolg door Rusland naar Constantinopel. Daar werd Erik door de keizer ontvangen. Hoewel Erik in Constantinopel ziek werd, zette hij zijn reis toch voort. Erik stierf in Paphos en werd daar begraven. Boedil overleed op de Olijfberg bij Jeruzalem, en werd in een kerk daar begraven.

## Huwelijk en kinderen
Erik was getrouwd met Boedil Thurgotsdatter (ca. 1070 - Jeruzalem, 1103), dochter van Thrugot Ulfsen (aanvoerder van de húskarls) en Thorgunna. Erik en Boedil kregen één zoon: Knoet Lavard.
Daarnaast had Erik nog een aantal kinderen bij één of meer bijvrouwen:
- Harald Kesja (ca. 1080 - 1035), regent tijdens de pelgrimstocht van zijn vader en maakte zich toen schuldig aan wreed en onmatig gedrag. Mede daarom werd hij na het overlijden van zijn vader niet tot koning gekozen. Daarna koos hij het kamp van koning Niels van Denemarken en toen die in 1134 werd verslagen, werd Harald met acht van zijn zoons gevangengenomen en onthoofd;
- Ragnhild, getrouwd met Haakon, een van de tegenstanders van Knoet Lavard;
- Erik II;
- Benedikt.

Gorm · Harald I · Sven I · Harald II · Knoet II · Knoet III · Magnus I · Sven II · Harald III · Knoet IV · Olaf I · Erik I · Niels · Erik II · Erik III · Sven III · Knoet V · Waldemar I · Knoet VI · Waldemar II · Erik IV · Abel · Christoffel I · Erik V · Erik VI · Christoffel II · Waldemar III · Christoffel II · Waldemar IV · Olaf II · Margaretha I · Erik VII · Christoffel III · Christiaan I · Johan · Christiaan II · Frederik I · Christiaan III · Frederik II · Christiaan IV · Frederik III · Christiaan V · Frederik IV · Christiaan VI · Frederik V · Christiaan VII · Frederik VI · Christiaan VIII · Frederik VII · Christiaan IX · Frederik VIII · Christiaan X · Frederik IX · Margrethe II · Frederik X
- International Standard Name Identifier: 0000 0003 9463 1518
- Library of Congress Control Number: n2013072071
- Nationale Bibliotheek van Israël: 987007307552905171
- Nederlandse Thesaurus van Auteursnamen: 119682818
- Système universitaire de documentation: 190392312
- Virtual International Authority File: 289081613
- WorldCat: E39PBJghhF3kbf6m6xqYmgxCcP